# 深川神社
深川神社（ふかがわじんじゃ）は、愛知県瀬戸市深川町にある神社。瀬戸の産土神。創建は771年（宝亀2年）。式内社。

## 歴史
境内には横穴式の円墳がある。
奈良時代の771年に天津神を勧請したことが創建とされる。
織田信長が鷹狩の際に参拝した折、美濃の斎藤龍興の刺客に襲われそうになったが、宮司の機転で難を逃れ、その御礼に七十五石の供米を賜ったという。江戸時代には現在の本殿が建造された。
鳥居は一の鳥居（参道入口）、二の鳥居（境内入口）、三の鳥居（拝殿前）の三基がある。このうち一の鳥居は1915年（大正4年）に建立され、倒壊の危険のため2000年（平成12年）に撤去されたが、2014年（平成26年）に再建されることとなった。
境内が興行場所として用いられることもあった。1943年（昭和18年）2月28日には、石橋曲馬団の興行場が火災となり、観客5人が死亡、29人が重軽傷を負う事件も発生した。

## 文化財
重要文化財
- 陶製狛犬[3] - 鎌倉時代の作。社伝では、瀬戸の陶祖・加藤景正（四郎左衛門、藤四郎）の手による、日本最古の陶製狛犬である。

瀬戸市有形文化財
- 本殿[4] - 江戸時代の文化年間の建立で諏訪の立川和四郎の作。
- 陶彦社(本殿・幣殿・拝殿・築地塀)
- 梵鐘[5] - 室町時代の永享年間の作で神仏習合の証となるもの。
- 織部燈籠[6]

## 祭事
- 1月1日 - 元旦祭
- 1月5日 - 初えびす祭
- 2月3日 - 節分祭
- 2月17日 - 祈年祭
- 4月第3日曜日 - 陶祖祭
- 6月30日 - 夏越大祓
- 10月15日 - 例祭
- 11月23日 - 新嘗祭
- 12月31日 - 大祓

## 現地情報
所在地
- 愛知県瀬戸市深川町11

交通アクセス
- 名鉄瀬戸線 尾張瀬戸駅から徒歩で約8分。